# Giacomo Leoni

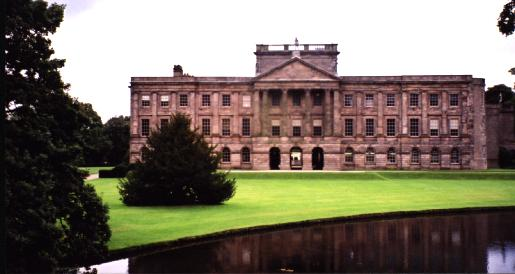
Lyme Park in Cheshire (Umbau 1720er Jahre); von Leoni mit zentraler Kuppel geplant

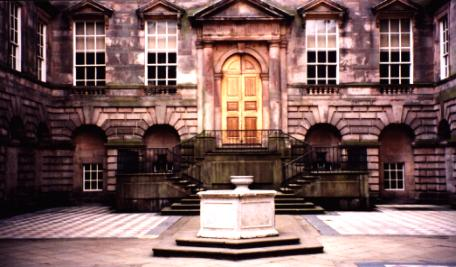
Lyme Park: Innenhof

Giacomo Leoni (* 1686 in Venedig; † 8. Juni 1746 in London?), im englischsprachigen Raum auch als James Leoni bekannt, war ein italienischer Architekt des Georgianischen Stils (eines englischen, dem Klassizismus verwandten Stils). Ab 1714 arbeitete Leoni vor allem in England.
Als seine bedeutendsten Werke gelten Clandon House im gleichnamigen Park und Lyme Park. Seine Bauten und insbesondere seine Übersetzungen der architekturtheoretischen Werke von Andrea Palladio und Leon Battista Alberti ins Englische verhalfen der Renaissance und damit der Römischen Antike zu Bekanntheit unter englischsprachigen Architekten und bereiteten dadurch dem Architekturstil des (Neo-)Palladianismus den Weg.

## Lebenslauf

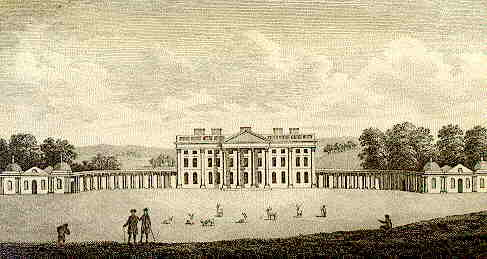
Moor Park in Hertfordshire (ca. 1720; Bild von 1787, vor Abriss der Flügel)

Giacomo Leoni wuchs in Norditalien auf. Sein künstlerisches Vorbild wurde der Humanist und Renaissancearchitekt Leon Battista Alberti (1404–1472), der bereits die wichtigste Inspirationsquelle von Andrea Palladio (1508–1580) gewesen war. Nachdem er Bauten für die Kurpfalz entworfen hatte, kam Leoni 1714, im Alter von 28 Jahren, nach England. Auch hier blieb Leoni dem Palladianismus treu, passte seinen Stil aber zugleich den englischen Gegebenheiten an. Zusammen mit Alessandro Galilei wurde er zu dieser Zeit zum wichtigsten italienischen Architekten in London. Bekannt wurde er allerdings durch seine Entwürfe von Herrenhäusern, für die sich der palladianische Stil besonders eignete. Trotz seiner italienischen Wurzeln wird Leonis Stil insgesamt als „englisch“ angesehen.
Leoni war verheiratet mit Mary Leoni und hatte zwei Kinder, John Philip und Joseph. Seine zwei letzten Lebensjahre, ab 1744, wohnte Giacomo Leoni in London in der Poland Street 52 (später abgerissen), wo er vermutlich auch starb. Leoni wurde auf dem Friedhof Old St. Pancras begraben. Er hinterließ kein Testament und scheint in ärmlichen Verhältnissen gestorben zu sein.

## Werke

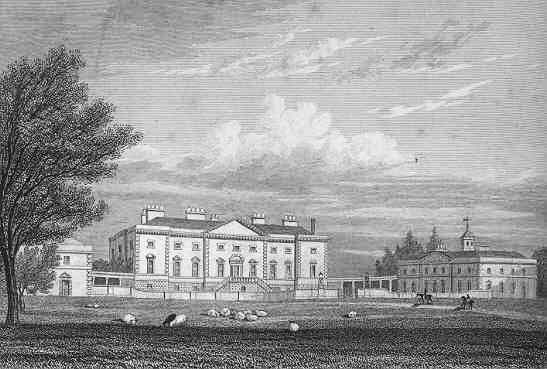
Lathom House (1724–1734), Bild vor dem Umbau 1859

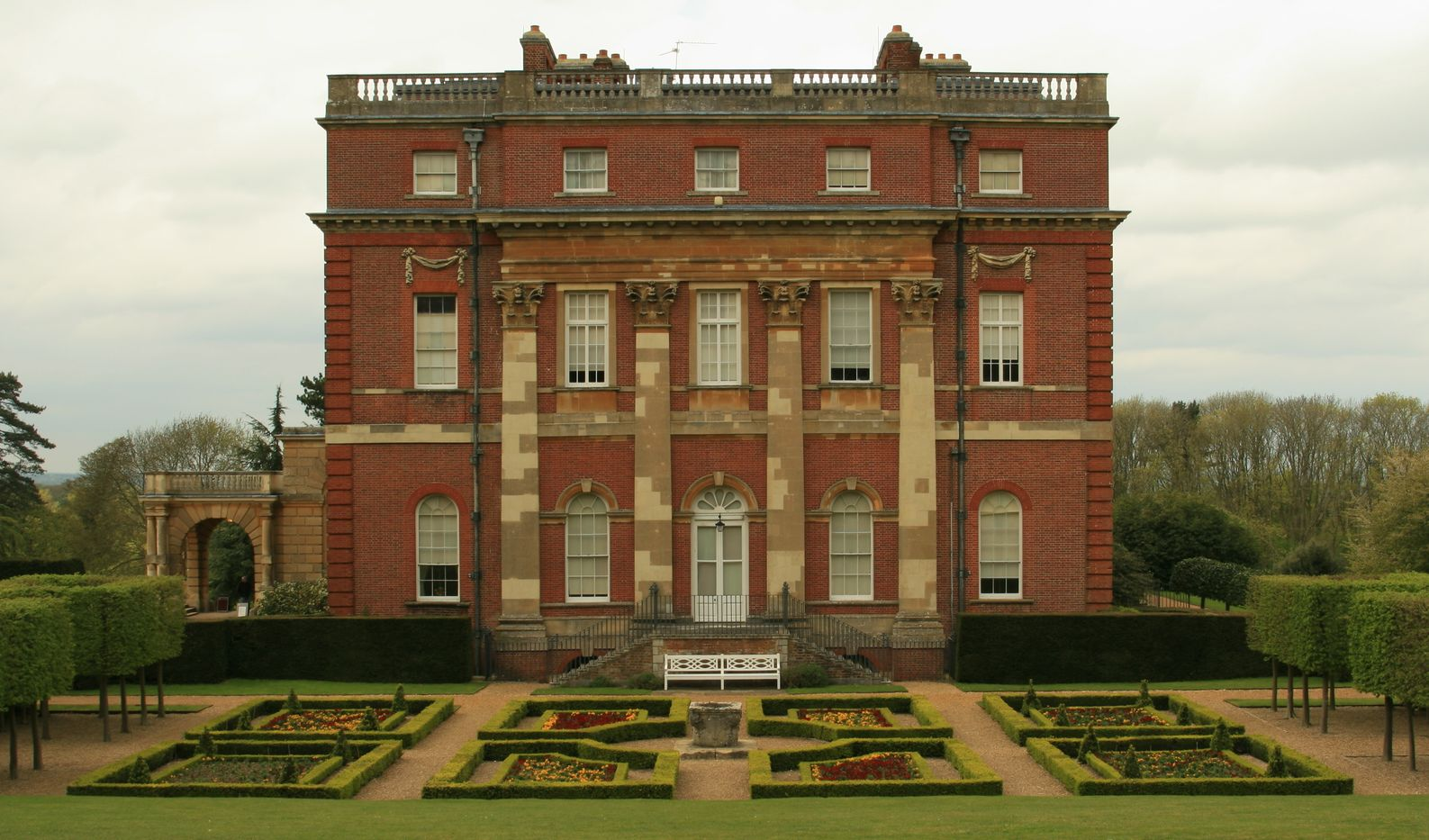
Clandon House in Surrey (1730–1733)

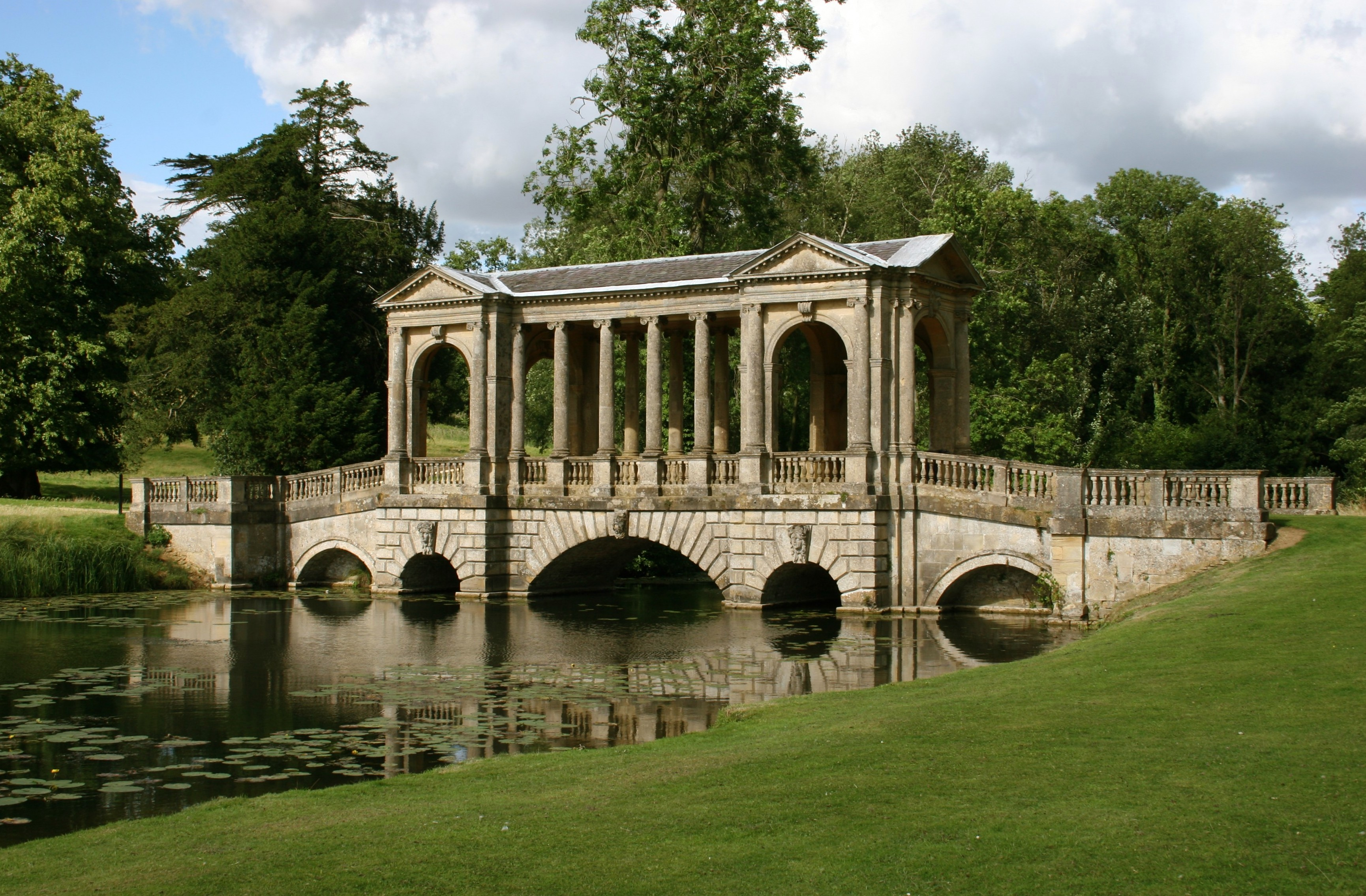
Brücke im Stowe Park

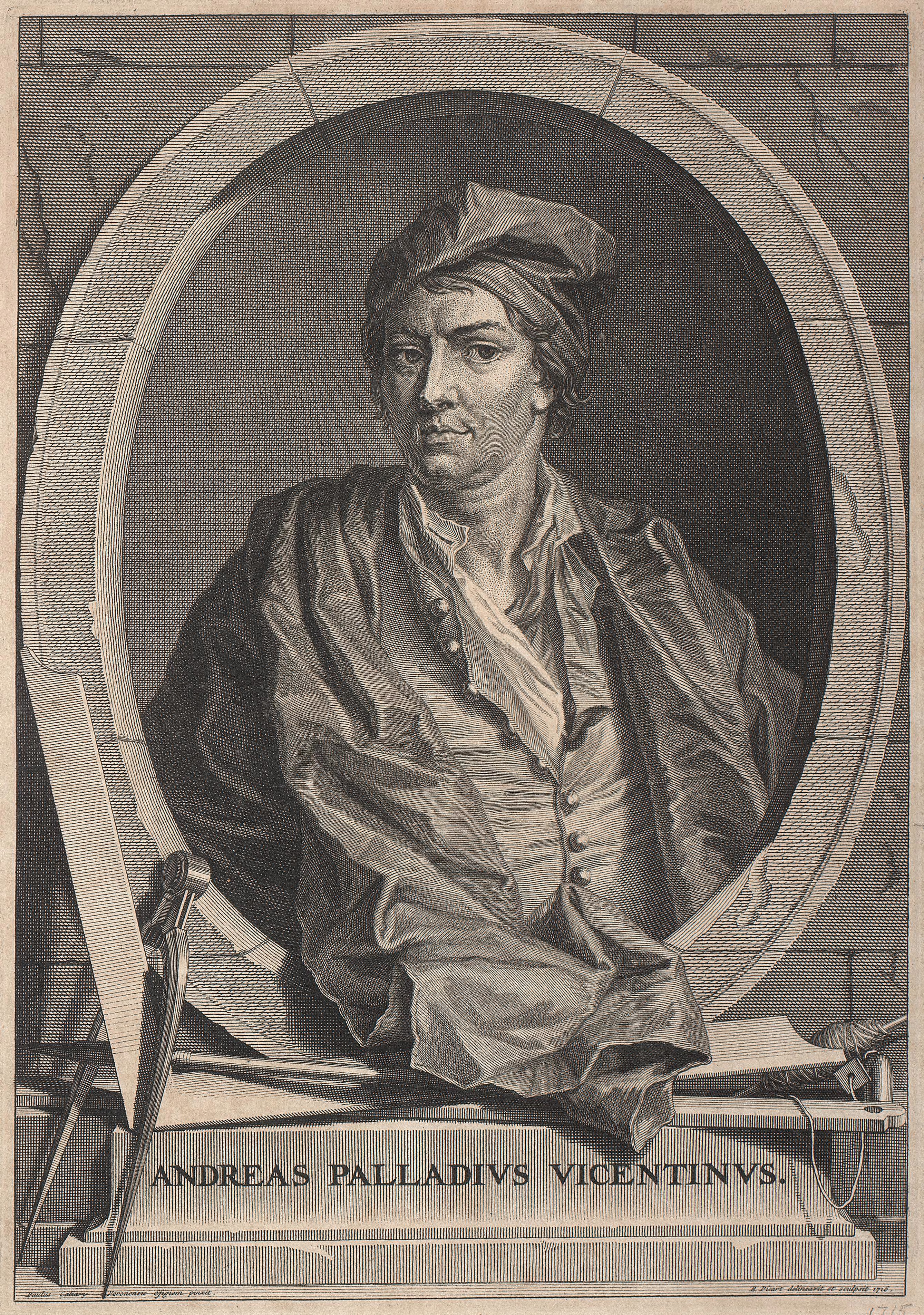
Titelbild von Leonis Übersetzung von Palladios Quattro libri (1715)

Um 1720 baute Leoni Moor Park, einen 1678–1679 in Ziegelstein errichteten Landsitz in Hertfordshire, um. Er verkleidete die Fassade mit Portland-Kalkstein und fügte einen großen Säulenvorhof (Portikus) und Kolonnaden der toskanischen Säulenordnung (später abgerissen) hinzu. Die Flügel mit einer Kapelle wurden zwischen 1789 und 1799 abgebrochen.
1721 entwarf Leoni das spätere Queensberry House in der Londoner Old Burlington Street für John Bligh, den späteren Earl of Darnley. Das Gebäude erhielt eine Kuppel und einen großen doppelten Treppenaufgang. Den Namen Queensberry House erhielt das Gebäude erst unter seinem nächsten Eigentümer, Charles Douglas, dem dritten Duke of Queensberry, der es zu einem Salon für berühmte Schriftsteller machte. 1775 beauftragte der erste Earl von Uxbridge John Vardy, um das Gebäude um drei Joche zu erweitern; es erhielt außerdem eine Verkleidung aus weißen Portland-Kalkstein. 1855 wurde Queensberry House von der Bank of England erworben und mit einer hohen Bankhalle und Okulus Fenster ausgestattet. Nach einem Verkauf an eine andere Bau und Leerstand in den 1990er Jahren zog der Bau schließlich das Interesse von Jil Sander auf sich. Das Unternehmen ließ den Architekten und Innenarchitekten Michael Gabellini eine Restauration und eine Neugestaltung von Leonis Bau durchführen, die Gabellini den Decade of Design Award 2002 der International Interior Design Association (IIDA) einbrachte.
1723–1732 gestaltete Leoni für Peter Legh Lyme Park, einen Landsitz im Tudorstil (d. h. aus elisabethanischer Zeit), in einen Prachtbau im italienischen Stil um. Während er einige Innenräume fast unverändert ließ und darin beispielsweise die Bildhauerei von Grinling Gibbons erhielt, baute Leoni die Fassade im neopalladianischen Stil um, mit einem großen ionischen Säulenvorhof und symmetrischen Flügeln auf einer rustikal wirkenden Basis. Die von ihm geplante Kuppel über dem Giebel in der Mitte der Fassade wurde allerdings vom Eigentümer abgelehnt; stattdessen errichtete der Architekt Lewis Wyatt dort um 1817 einen kastenförmigen Aufsatz. Lyme Park wurde unter anderem Vorbild für Aston Webbs Umgestaltung der Ostfassade des Buckingham Palace 1913; Webb nahm vor allem den Giebel mit drei Säulen und nebenstehenden Doppel-Pilastern über einer dreifachen Arkade sowie Wyatts kastenförmigen Aufsatz auf.
1724–1734 baute Leoni für Sir Thomas Booth Lathom House, ein Herrenhaus in Lathom in Lancashire. Die Proportionen des Baus orientieren sich eng am griechischen Ideal des Goldenen Schitts. 1859 wurde das Gebäude ausgebaut, weil die Eigentümer mehr Platz benötigten, und auf den mittleren Gebäudeteil mit dem Giebel (ein kaum vorspringender Mittelrisalit) ein weiteres Geschoss aufgesetzt.
1730–1733 wurde Leoni vom Earl von Onslow entweder mit dem Neubau oder einem grundlegenden Umbau von Clandon Park beauftragt, einem Landsitz außerhalb von Guildford in Surrey. Leoni verband für den Bau Barock und Neopalladianismus. Die Außenwände entwarf er in rotem Ziegelstein, für die Westfront verwendete er Steinpilaster und dekorative Medaillons. Die erst nach 1740 vollendeten Innenräume bilden einen Kontrast mit dem Äußeren des Baus: Der große, über zwei Stockwerke reichende Marmorsaal ist in gedeckten Steinfarben gehalten; er und die mit Gipsarbeiten versehenen Decken gelten als herausragende Beispiele der englischen Architektur des 18. Jahrhunderts. Die Innenräume wurden bis heute kaum verändert; kleinere Veränderungen wurden etwas nach Fertigstellung im 18. Jahrhundert unter Robert Adam vorgenommen. Die Räume bilden daher das am vollständigsten erhaltene Werk des italienischen Architekten.
Daneben entwarf Leoni 1730 die Bold Hall in Lancashire für Peter Bold, und 1740 Burton oder Bodecton Park in Sussex für R. Biddulph, sowie den 1810 abgerissenen Bau von Moulsham Park in Essex für Benjamin Mildmay, Earl FitzWalter. Ein weiterer Bau von Leoni ist die Alkrington Hall bei Middleton, Rochdale, in Lancashire. Neben Herrenhäusern baute Leoni auch einen oktogonalen Gartentempel in Cliveden, mehrere kleinere Gartenbauten einschließlich einer Brücke und einem klassischen Bogen im Stowe Landscape Garden im Nordwesten von Buckingham im Buckinghamshire. Gegen Beginn seiner Zeit in England sollte Leoni außerdem ein palastähnliches Gebäude im Grove Park entwerfen, einem Park in der Londoner Vorstadt Carshalton im Bezirk London Borough of Sutton; der Bau wurde nie verwirklicht, doch entwurf Leoni wahrscheinlich eine weiße Portland-Kalkstein-Brücke im Park (auch Leoni Bridge genannt).

## Nicht verwirklichte und umstrittene Werke
Leoni entwarf vermutlich eine neue Kirche für Thorndon Hall in Essex. Der Vorgängerbau war abgerissen worden, um Platz für das neue Herrenhaus zu schaffen, das Leoni dort plante.

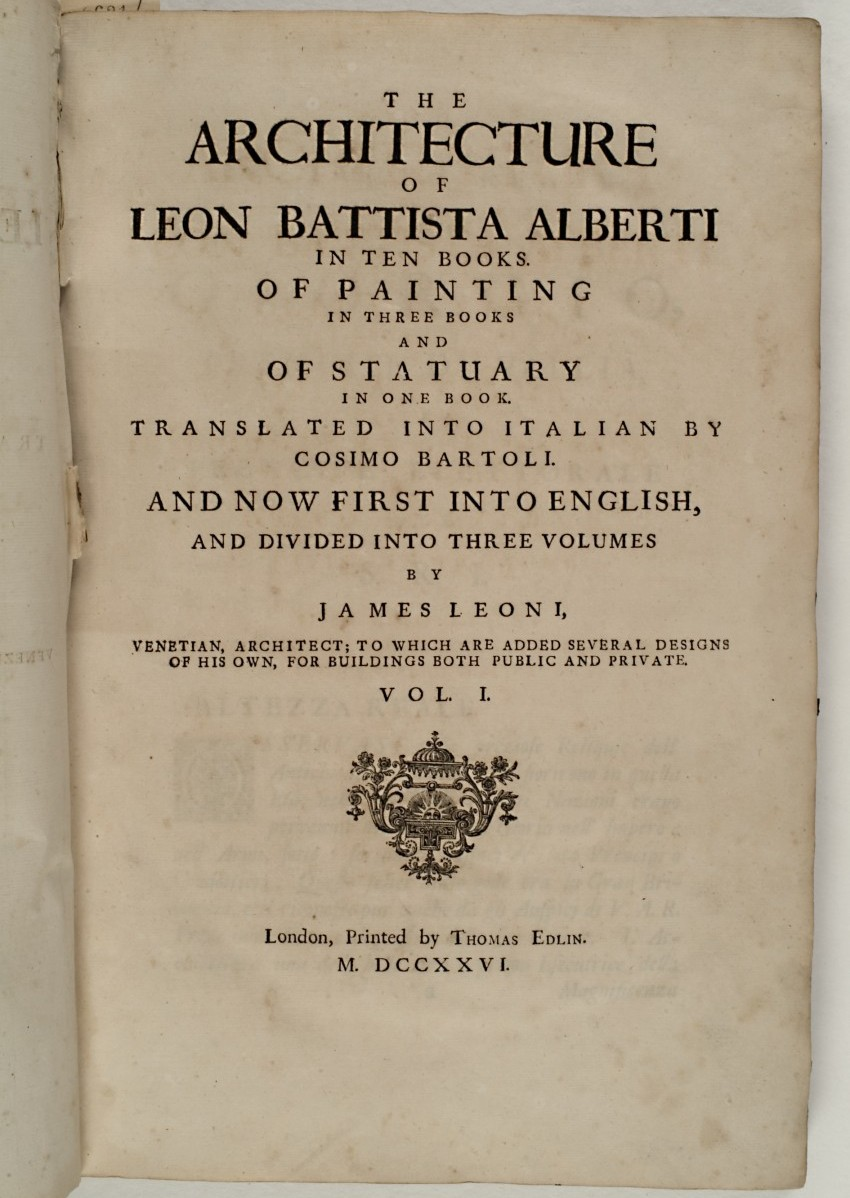
Titelblatt von Leonis Übersetzung von Albertis De Re Aedificatoria

Daneben ist vermutet worden, Leoni sei am Bau von Bramham Park, einem Landsitz bei Wetherby in West Yorkshire, beteiligt gewesen. Da der Bramham Park in barockem Stil errichtet wurde und vor allem schon im Jahr 1710 – vor Leonis Ankunft in England – vollendet wurde, ist Leonis Mitwirken allerdings eher unwahrscheinlich.

## Leonis Übersetzungen
Von großem Einfluss auf die Architektur im englischsprachigen Raum waren außerdem seine Übersetzungen der klassischen architekturtheoretischen Werke von Alberti und Palladio: 1715 erschien The Architecture of A. Palladio (auch Palladio’s Four Books of Architecture), die erste englische Ausgabe von Palladios I Quattro Libri dell'Architettura. Innerhalb der nächsten Jahre wurde das Buch mehrfach neu aufgelegt (1721, 1725, 1742) und auch ins Französische übersetzt (1726).
1726 folgte eine Leon Battista Albertis zehnbändiges Werk über die Architektur, De Re Aedificatoria; von Cosima Bartoli ins Italienische und von Leoni ins Englische übersetzt, erschien das Werk als zweisprachige Ausgabe (links die italienische, rechts die englische Übersetzung) unter dem Titel The Architecture of Leon Battista Alberti (auch The Ten Books of Architecture). Auch die Übersetzung Albertis erfuhr mehrere Neuauflagen (1739, 1751, 1755, letztere nur auf Englisch); 1741 wurden außerdem die übersetzten Bücher über Malerei und Bildhauerei noch einmal einzeln herausgegeben.
Beide Übersetzungen Leonis waren gemeinsam mit Colen Campbells Vitruvius Britannicus und William Kents The Designs of Inigo Jones … with Some Additional Designs die wichtigste Grundlage für die Wiederentdeckung der antiken Formen in England. Sie führten dadurch zum Übergang des englischen Barock zum Neopalladianismus.